# 영천 용계서원
용계서원(龍溪書院)은 대한민국 경상북도 영천시 자양면 용산리에 있는 서원이다. 1974년 12월 10일 경상북도의 유형문화재 제55호로 지정되었다.

## 개요
경은 이맹전의 학덕과 충절을 추모하기 위하여 지은 서원이다.
이맹전은 조선 단종(재위 1452∼1455)을 위하여 수절한 생육신의 한분으로, 수양대군이 어린 단종의 왕위를 탐내자 벼슬을 버리고 고향으로 돌아가 학문을 닦으며 일생을 보냈다.
정조 6년(1782)에 왕명으로 토곡동에 건립된 용계서원은 고종 5년(1868) 흥선대원군의 서원철폐령으로 인해 노항동으로 옮겨 서당으로 사용되다가, 1976년 영천댐 건설로 인하여 지금의 위치로 옮겨졌다.
지붕 옆면이 여덟 팔(八)자 모양인 팔작지붕을 올린 누각건물이다.

## 참고 자료
- 용계서원 - 국가유산청 국가유산포털